# Кіберполітика
Кіберполітика — специфічна форма політичної діяльності та процесу, яка проявляється крізь призму діяльності політичних суб'єктів через посередництво кіберпростору.

## Характеристика
Складність означення даного явища полягає в тому, що серед значного числа науковців, котрі займаються дослідженням у галузях, так чи інакше дотичних до питань кіберполітики, немає одностайного визначення даного предмета, тому існує кілька основних підходів до визначення кіберполітики.
Найзагальніше означення, яке ми може бути дане кіберполітиці виходить із самого терміну: це політична діяльність у кіберпросторі. В дане означення кіберполітики входить уявлення про те, що вона регулює всі аспекти обміну цифровими даними, включно з Інтернетом, засоби та способи використання Глобальної мережі. Також вона несе з собою і ставить перед нами унікальні проблеми, пов'язані з національною безпекою, свободою слова та дії, захистом персональних даних, приватності та можливостей доступу до мережі. В надширокому розумінні під кіберполітикою може розумітися дослідження й аналіз використання Інтернету та цифрових технологій у політичній діяльності, а також залучення до політичного процесу активних користувачів Глобальної мережі, котрі є пасивними у звичній політичній діяльності, пошуку нових можливостей та способів завдяки інформаційним технологіям впливати на політику на всіх рівня: від локального до міжнародного.
Людина, як істота не лише соціальна, але й політична, не змогла не поставити на службу політиці Інтернет. Народження невідомого досі інструменту, що лежить на межі об'єктивної та віртуальної реальностей, який переплітає в собі соціологію, економіку, етику, філософію та, основне, політику, народжує те, що ми можемо окреслити, як кіберполітику. Тут важливо наголосити на тому, що Інтернет є лише частиною кіберпростору, і ототожнення їх веде до неправильного розуміння досліджуваного предмета. Саме тому ми говоримо про «кіберполітику», а не «інтернет-політику».
Кіберполітика, як і класична політика, базується на певних світоглядних та ідеологічних принципах. У ній наявні певні філософські орієнтири, які виражають бачення процесів, що відбуваються в кіберпросторі, намагаються надати цілісну картину його онтологічній, епістемологічній, екзистенціальній сутності. Сукупним виразником таких поглядів є кіберідеологія 